# Hogna landanae
Hogna landanae là một loài nhện trong họ Lycosidae.
Loài này thuộc chi Hogna. Hogna landanae được Eugène Simon miêu tả năm 1877.